# Chris Sununu
Christopher Thomas Sununu (* 5. listopadu 1974 Salem, New Hampshire) je americký politik a člen Republikánské strany, v letech 2017 až 2025 guvernér New Hampshire.
V letech 2011 až 2017 byl členem Výkonné rady New Hampshire. Guvernérem New Hampshire byl poprvé zvolen ve volbách v roce 2016, když s rozdílem 2 % porazil protikandidáta Demokratické strany Colina Van Osterna. Mandát poté obhájil i ve volbách v roce 2018, když s náskokem 7 % hlasů porazil Demokratku Molly Kelly, v roce 2020, když porazil Demokrata Dana Feltese o 23 % hlasů, a v roce 2022, když o 15 % hlasů porazil kandidáta Demokratů Toma Shermana. V roce 2024 již nekandidoval a podpořil svou stranickou kolegyni Kelly Ayotte, která byla posléze skutečně zvolena.
Je považován za umírněného Republikána, prezident Donald Trump jej dlouhodobě kritizuje za jeho umírněné pozice. Sununu se s Donaldem Trumpem opakovaně dostával do konfliktů.
Od roku 2001 je ženatý, má tři děti. Jeho otec John H. Sununu je bývalý guvernér stejného státu. Jeho bratr John E. Sununu pak byl za New Hampshire zvolen členem Senátu.